# Nové Lublice
Nové Lublice (en allemand : Neu Lublitz) est une commune du district d'Opava, dans la région de Moravie-Silésie, en République tchèque. Sa population s'élevait à 190 habitants en 2021.

## Géographie
Nové Lublice se trouve à 9 km au nord-nord-est de Budišov nad Budišovkou, à 18 km au sud-ouest d'Opava, à 43 km à l'ouest-nord-ouest d'Ostrava et à 234 km à l’est de Prague.
La commune est limitée par Jakartovice au nord-ouest et au nord, par Lhotka u Litultovic au nord-est, par Moravice à l'est, et par Kružberk au sud et à l'ouest.

## Histoire
La première mention écrite de la localité date de 1588.

## Transports
Par la route, Nové Lublice se trouve à 12 km de Budišov nad Budišovkou, à 23 km d'Opava, à 57 km d'Ostrava et à 305 km de Prague.